# Doze Tribos (comunidades cristãs)
Doze Tribos é um movimento cristão fundamentalista fundado em 1972 em Chattanooga (Tennessee), que teve como idealizador Elbert Eugene Spriggs. Em 2009, se estimava que a organização tinha cerca de 2.000 adeptos que viviam em cerca de 50 comunidades em todo o mundo. Existia uma estrutura que supervisionava as comunidades.
Eles procuram viver como os cristãos do Século I, compartilhando inclusive a mesma moradia entre diferentes famílias. Seus integrantes desistiram de todos os seus bens para fazer parte do movimento. Nas suas casas, existe um quarto para cada casal, e outros quartos que abrigam crianças, adolescentes e adultos solteiros do mesmo sexo. As mulheres usam vestidos longos ou calças, e os homens usam barba e amarram o cabelo na altura dos ombros., segundo os integrantes, a base bíblica dessa atitude é respaldada por Ezequiel 44:20
O sustento econômico de cada comunidade vem de pequenas empresas, que tem os integrantes como sócios e empregados, que canalizam seus recursos para um fundo comum. Eles não exercem atividades econômicas aos sábados.
As mulheres são submissas aos maridos. As crianças são bem educadas, sendo disciplinadas quando necessário. A comunidade justifica essa pratica com os versos da bíblia. (Provérbios 13;24) Essa prática tem sido a causa de polemica em vários países.
Seu ritual é democrático e informal, se inicia com danças circulares israelenses, depois os participantes têm a oportunidade de falar sobre seus dias e que eles aprenderam espiritualmente. Às vezes um integrante um trecho da Bíblia. No final, os participantes cantam e dançam. Um dos pontos centrais de suas crenças é a segunda vinda de Jesus.
Eles ensinam seus filhos que a teoria da evolução não é verdadeira e não tem aparelhos de TV em suas casas
No Brasil há comunidades em Londrina e Campo Largo no Paraná; e em Itapecirica da Serra em São Paulo.